# La Condamine
La Condamine (moneg. A Cundamina) – osiedle Księstwa Monako. Zamieszkuje je 11109 osób. Znajduje się tam port morski nad Morzem Liguryjskim (część Morza Śródziemnego). Znane kąpielisko, uzdrowisko i ośrodek turystyczny. Znajdują się tu m.in. stadion Stade Nautique Rainier III i tor wyścigowy Circuit de Monaco, na którym corocznie odbywają się zawody o Grand Prix Monako Formuły 1.